# Opdrijven
Het opdrijven van een constructie ontstaat wanneer de opwaartse waterdruk groter is dan het gewicht van de constructie of de opneembare kracht van een eventuele verankering. Wanneer er bijvoorbeeld een bouwput wordt gegraven en hierin een parkeergarage wordt gebouwd, is het bij een ondiepe grondwaterstand mogelijk dat het gewicht van de parkeergarage onvoldoende is om de opwaartse waterdruk te compenseren.
Door opdrijving kan grote schade aan het bouwwerk ontstaan. Dit is te voorkomen door het bouwwerk zwaarder uit te voeren, of door het te verankeren door bijvoorbeeld trekpalen.
Tijdens de bouwfase wordt opdrijven voorkomen door het toepassen van actieve bemaling. 